# Pierre Bordier
Pour les articles homonymes, voir Bordier.
Pierre Bordier, né le 21 juin 1945, est un homme politique français.

## Biographie
Vétérinaire de profession, Pierre Bordier est sénateur de l'Yonne de 2004 à 2014 et conseiller génèral du canton de Saint-Fargeau de 1982 à 2015.
Il est mis en examen en 2017 pour « recel de détournement de fonds publics », soupçonné avec six autres sénateurs du groupe UMP d'avoir créé une association fictive, financée par de l'argent public, afin de s'en approprier les financements.